# 竹竹
竹竹（？—642年），朝鲜半岛新罗国大耶州人，撰干郝勢之子。
善德王時，竹竹爲舍知，辅佐大耶城都督金品釋幢下。善德王十一年（642年）八月，百濟將軍允忠領兵，來攻大耶城。之前，都督金品釋見到幕客舍知黔日的妻子有美色，将她霸占，黔日非常恨他。这时黔日爲內應，燒新罗倉庫，城中害怕不能固守。品釋的辅佐阿湌西川（祗之那），登城对允忠说：“如果將軍不殺我，願以城投降。”允忠答应了。西川勸金品釋和諸將士出城，竹竹阻止他们说：“百濟是反覆之國，不可信任。我们出城，必被百济所虜。與其竄伏求生，不如虎斗至死。”金品釋不聽，開城門。士卒先出，百濟發伏兵，将新罗兵盡殺。金品釋將出城，听说將士都死了，先殺妻儿而后自刎。竹竹收殘兵，閉城門抵御，舍知龍石对竹竹说：”现在兵勢如此，必不得全，不如投降来计划後续反击。”竹竹回答：”我父亲给我取名竹竹，使我歲寒不凋，可折不可屈，豈能畏死生降。”于是力戰，城陷时與龍石同死。善德王听说後，哀傷，贈竹竹官位級湌，龍石官位太奈麻，賞其妻儿，遷到王都。